# Gieorgij Riewija
Gieorgij Nojewicz Riewija, ros. Георгий Ноевич Ревия (ur. 3 kwietnia 1999 w Odincowie) – rosyjsko-gruziński łyżwiarz figurowy reprezentujący Gruzję, startujący w parach tanecznych z Mariją Kazakową. Uczestnik igrzysk olimpijskich (2022), wicemistrz świata juniorów (2020), zwycięzca finału Junior Grand Prix (2019).

## Kariera sportowa
W 2019 roku Kazakowa i Riewija zostali pierwszą parą taneczną reprezentującą Gruzję, która wygrała zawody z cyklu Junior Grand Prix (JGP w Chorwacji), awansowała do finału Junior Grand Prix (2018) oraz zwyciężyła w nim (2019).

## Osiągnięcia

### Z Mariją Kazakową (Gruzja)
| Zawody                                | 17–18          | 18–19          | 19–20          | 20–21          | 21–22          | 22–23          | 23–24          |                |                |                |                |                |                |                |                |                |                |
| Międzynarodowe                        | Międzynarodowe | Międzynarodowe | Międzynarodowe | Międzynarodowe | Międzynarodowe | Międzynarodowe | Międzynarodowe | Międzynarodowe | Międzynarodowe | Międzynarodowe | Międzynarodowe | Międzynarodowe | Międzynarodowe | Międzynarodowe | Międzynarodowe | Międzynarodowe | Międzynarodowe |
| ------------------------------------- | -------------- | -------------- | -------------- | -------------- | -------------- | -------------- | -------------- | -------------- | -------------- | -------------- | -------------- | -------------- | -------------- | -------------- | -------------- | -------------- | -------------- |
| Zimowe igrzyska olimpijskie           |                |                |                |                | 19             |                |                |                |                |                |                |                |                |                |                |                |                |
| Mistrzostwa świata                    |                |                | C              | WD             | 15             | 13             |                |                |                |                |                |                |                |                |                |                |                |
| Mistrzostwa Europy                    |                |                | 14             |                |                | 8              |                |                |                |                |                |                |                |                |                |                |                |
| GP Cup of China                       |                |                |                |                |                |                | 7              |                |                |                |                |                |                |                |                |                |                |
| GP Grand Prix de France               |                |                |                |                |                | 6              |                |                |                |                |                |                |                |                |                |                |                |
| GP MK John Wilson Trophy              |                |                |                |                |                | 6              |                |                |                |                |                |                |                |                |                |                |                |
| GP Rostelecom Cup                     |                |                |                | WD             | WD             |                |                |                |                |                |                |                |                |                |                |                |                |
| CS Asian Open Trophy                  |                |                | 3              |                |                |                |                |                |                |                |                |                |                |                |                |                |                |
| CS Golden Spin of Zagreb              |                |                |                |                |                | 5              |                |                |                |                |                |                |                |                |                |                |                |
| CS Ice Challenge                      |                |                |                |                | WD             |                |                |                |                |                |                |                |                |                |                |                |                |
| CS Nebelhorn Trophy                   |                |                |                |                | 3              |                | 6              |                |                |                |                |                |                |                |                |                |                |
| CS Warsaw Cup                         |                |                |                |                | WD             |                |                |                |                |                |                |                |                |                |                |                |                |
| Mezzaluna Cup                         |                |                |                |                | 1              |                |                |                |                |                |                |                |                |                |                |                |                |
| Volvo Open Cup                        |                |                | 2              |                |                |                |                |                |                |                |                |                |                |                |                |                |                |
| Międzynarodowe: Kategorie młodzieżowe |                |                |                |                |                |                |                |                |                |                |                |                |                |                |                |                |                |
| Mistrzostwa świata juniorów           | 9              | 6              | 2              |                |                |                |                |                |                |                |                |                |                |                |                |                |                |
| JGP Finał                             |                | 6              | 1              |                |                |                |                |                |                |                |                |                |                |                |                |                |                |
| JGP w Armenii                         |                | 2              |                |                |                |                |                |                |                |                |                |                |                |                |                |                |                |
| JGP w Chorwacji                       |                |                | 1              |                |                |                |                |                |                |                |                |                |                |                |                |                |                |
| JGP w Czechach                        |                | 2              |                |                |                |                |                |                |                |                |                |                |                |                |                |                |                |
| JGP na Łotwie                         |                |                | 2              |                |                |                |                |                |                |                |                |                |                |                |                |                |                |
| Golden Spin Zagrzeb                   | 2 J            |                |                |                |                |                |                |                |                |                |                |                |                |                |                |                |                |
| Mentor Toruń Cup                      | 1 J            |                |                |                |                |                |                |                |                |                |                |                |                |                |                |                |                |
| NRW Trophy                            |                |                | 1 J            |                |                |                |                |                |                |                |                |                |                |                |                |                |                |
| Santa Claus Cup                       | 3 J            |                |                |                |                |                |                |                |                |                |                |                |                |                |                |                |                |
| Tallinn Trophy                        | 5 J            |                |                |                |                |                |                |                |                |                |                |                |                |                |                |                |                |
| Volvo Open Cup                        |                | 1 J            |                |                |                |                |                |                |                |                |                |                |                |                |                |                |                |
| Zawody drużynowe                      |                |                |                |                |                |                |                |                |                |                |                |                |                |                |                |                |                |
| Zimowe igrzyska olimpijskie           |                |                |                |                | 6              |                |                |                |                |                |                |                |                |                |                |                |                |

### Z Jewą Chaczaturian (Gruzja)
| Mistrzostwa świata juniorów | 18  |
| Santa Claus Cup             | 6 J |

### Z Ksieniją Konkiną (Rosja)
| Zawody                                | 15–16                                 |                                       |                                       |                                       |                                       |                                       |                                       |                                       |                                       |                                       |                                       |                                       |                                       |                                       |                                       |                                       |                                       |                                       |
| Międzynarodowe: Kategorie młodzieżowe | Międzynarodowe: Kategorie młodzieżowe | Międzynarodowe: Kategorie młodzieżowe | Międzynarodowe: Kategorie młodzieżowe | Międzynarodowe: Kategorie młodzieżowe | Międzynarodowe: Kategorie młodzieżowe | Międzynarodowe: Kategorie młodzieżowe | Międzynarodowe: Kategorie młodzieżowe | Międzynarodowe: Kategorie młodzieżowe | Międzynarodowe: Kategorie młodzieżowe | Międzynarodowe: Kategorie młodzieżowe | Międzynarodowe: Kategorie młodzieżowe | Międzynarodowe: Kategorie młodzieżowe | Międzynarodowe: Kategorie młodzieżowe | Międzynarodowe: Kategorie młodzieżowe | Międzynarodowe: Kategorie młodzieżowe | Międzynarodowe: Kategorie młodzieżowe | Międzynarodowe: Kategorie młodzieżowe | Międzynarodowe: Kategorie młodzieżowe |
| ------------------------------------- | ------------------------------------- | ------------------------------------- | ------------------------------------- | ------------------------------------- | ------------------------------------- | ------------------------------------- | ------------------------------------- | ------------------------------------- | ------------------------------------- | ------------------------------------- | ------------------------------------- | ------------------------------------- | ------------------------------------- | ------------------------------------- | ------------------------------------- | ------------------------------------- | ------------------------------------- | ------------------------------------- |
| JGP w Stanach Zjednoczonych           | 4                                     |                                       |                                       |                                       |                                       |                                       |                                       |                                       |                                       |                                       |                                       |                                       |                                       |                                       |                                       |                                       |                                       |                                       |
| Tallinn Trophy                        | 2 J                                   |                                       |                                       |                                       |                                       |                                       |                                       |                                       |                                       |                                       |                                       |                                       |                                       |                                       |                                       |                                       |                                       |                                       |
| Lake Placid IDI                       | 3 J                                   |                                       |                                       |                                       |                                       |                                       |                                       |                                       |                                       |                                       |                                       |                                       |                                       |                                       |                                       |                                       |                                       |                                       |
| Krajowe                               |                                       |                                       |                                       |                                       |                                       |                                       |                                       |                                       |                                       |                                       |                                       |                                       |                                       |                                       |                                       |                                       |                                       |                                       |
| Mistrzostwa Rosji juniorów            | WD                                    |                                       |                                       |                                       |                                       |                                       |                                       |                                       |                                       |                                       |                                       |                                       |                                       |                                       |                                       |                                       |                                       |                                       |

## Rekordy świata juniorów (JWR)
Marija Kazakowa / Gieorgij Riewija
| Data                             | Punkty                          | Zawody                           | Uwagi                                                                                             | Źr.                             |
| Rekordy w nocie łącznej (GOE±5)  | Rekordy w nocie łącznej (GOE±5) | Rekordy w nocie łącznej (GOE±5)  | Rekordy w nocie łącznej (GOE±5)                                                                   | Rekordy w nocie łącznej (GOE±5) |
| -------------------------------- | ------------------------------- | -------------------------------- | ------------------------------------------------------------------------------------------------- | ------------------------------- |
| 7 marca 2020                     | 176,19                          | Mistrzostwa świata juniorów 2020 | Rekord pobity o 0,99 pkt. przez parę Avonley Nguyen / Wadym Kołesnyk podczas tych samych zawodów. |                                 |
| Rekordy w tańcu dowolnym (GOE±5) |                                 |                                  |                                                                                                   |                                 |
| 7 marca 2020                     | 106,21                          | Mistrzostwa świata juniorów 2020 | Rekord pobity o 2,7 pkt. przez parę Avonley Nguyen / Wadym Kołesnyk podczas tych samych zawodów.  |                                 |
| 7 grudnia 2019                   | 106,14                          | Finał Junior Grand Prix 2019     |                                                                                                   |                                 |